# Ronald de Boer
Ronaldus de Boer poznat i kao Ronald de Boer (Hoorn, 15. svibnja 1970.) je bivši nizozemski nogometaš i nacionalni reprezentativac. Ronald je stariji brat blizanac mlađeg Franka de Boera. Oboje su zajedno igrali u čak pet klubova (Ajax, FC Barcelona, Glasgow Rangers, Al-Rayyan i Al-Shamal).

## Karijera

### Klupska karijera
Na amaterskoj razini, Ronald de Boer je igrao za klubove De Zouaven i Lutjebroek dok je nogomet profesionalno zaigrao 1987. u dresu Ajaxa. Za razliku od brata Franka, Ronald je u Nizozemskoj osim u AFC Ajaxu igrao i za FC Twente (1991. – 1993.) nakon čega se vraća u Ajax. Ronald de Boer je s amsterdamskim klubom 1995. osvojio Ligu prvaka, Superkup Europe te Interkontinentalni kup.
1998. Ronald je u transferu zajedno s bratom blizancem Frankom prodan u FC Barcelonu u transferu vrijednom 22 milijuna GBP. Ronald je u klubu igrao dvije sezone te je u prvenstvu zabio samo jedan gol. Zbog toga prelazi u Glasgow Rangers u kojem je igrala legija nizozemskih igrača (Arthur Numan, Bert Konterman, Fernando Ricksen i Giovanni van Bronckhorst) a vodio ih je nizozemski trener Dick Advocaat. U siječnju 2004. Frank de Boer postaje igrač Glasgow Rangersa gdje se pridružio starijem bratu Ronaldu. Završetkom EURO-a 2004., obojica napuštaju škotski klub te zajedno nastavljaju karijeru u Katru gdje su potpisali za Al-Rayyan. Završetkom sezone 2004./05. Frank i Ronald napuštaju klub te prelaze u Al-Shamal. Mlađi Frank de Boer prekida igračku karijeru u travnju 2006. dok je stariji Ronald nastavio igrati u Katru do 2008. Tada je Ronald 19. ožujka 2008. odbio produžiti ugovor s katarskim klubom te je objavio prekid karijere.
Nakon igračkog prekida, Ronald de Boer živi u Katru gdje radi kao nogometni analitičar na TV-u. Također, bivši igrač u Dohi ima i poslovne interese te je bio glavni organizator dovođenja AC Milana u Katar 2009. u svrhu odigravanja egzibicijske utakmice.

### Reprezentativna karijera
Tijekom svoje reprezentativne karijere, De Boer je nastupao na dva europska (Engleska 1996., Nizozemska / Belgija 2000.) i dva svjetska (SAD 1994. i Francuska 1998.) prvenstva. Na Mundijalu 1998. De Boer je nastupio u šest utakmica te zabio dva gola dok je protiv Brazila u polufinalu promašio jedanaesterac.
U nizozemskoj reprezentaciji Ronald de Boer je igrao na mnogim pozicijama i to kao srednji vezni ili polušpica. Također, de Boer je u dresu Oranja i Ajaxa bio zamjenik kapetana kada vođa momčadi nije igrao.
Ronald de Boer je reprezentativnu karijeru prekinuo 2003. te je u 67 nastupa zabio 13 golova.

## Osvojeni trofeji

### Klupski trofeji
| Klub            | Trofej                 | Sezona / godina |
| Nizozemska      | Nizozemska             | Nizozemska      |
| --------------- | ---------------------- | --------------- |
| Ajax            | Nizozemsko prvenstvo   | 1989./90.       |
| Ajax            | Johan Cruijff Shield   | 1993.           |
| Ajax            | Nizozemsko prvenstvo   | 1993./94.       |
| Ajax            | Johan Cruijff Shield   | 1994.           |
| Ajax            | Nizozemsko prvenstvo   | 1994./95.       |
| Ajax            | Johan Cruijff Shield   | 1995.           |
| Ajax            | Liga prvaka            | 1995.           |
| Ajax            | Superkup Europe        | 1995.           |
| Ajax            | Interkontinentalni kup | 1995.           |
| Ajax            | Nizozemsko prvenstvo   | 1995./96.       |
| Ajax            | Nizozemsko prvenstvo   | 1997./98.       |
| Ajax            | Nizozemski kup         | 1997./98.       |
| Španjolska      |                        |                 |
| FC Barcelona    | La Liga                | 1998./99.       |
| Škotska         |                        |                 |
| Glasgow Rangers | Škotski kup            | 2001./02.       |
| Glasgow Rangers | Škotski Liga kup       | 2001./02.       |
| Glasgow Rangers | Škotsko prvenstvo      | 2002./03.       |
| Glasgow Rangers | Škotski kup            | 2002./03.       |
| Glasgow Rangers | Škotski Liga kup       | 2002./03.       |

## Vanjske poveznice
- Profil i statistika igrača na Wereldvanoranje.nl  Arhivirana inačica izvorne stranice od 30. rujna 2011. (Wayback Machine)
- Statistika igrača na National Football Teams.com